# Jahorłyk
Jahorłyk (ukr. Ягорлик Jahorłyk, rum. Iagorlâc, Iagorlîc ros. Ягорлык Jagorłyk) – rzeka na Ukrainie i w Mołdawii (Naddniestrze), lewy dopływ Dniestru. Płynie w południowo-zachodniej części Wyżyny Podolskiej. Długość rzeki – 73 km, powierzchnia dorzecza – 1590 km². Rzeka tworzy głębokie jary.
Wypływa z okolic wsi Borszcze w rejonie podolskim obwodu odeskiego. Do 1792 (traktat w Jassach) Jahorłykiem przebiegała granica pomiędzy Rzecząpospolitą a Imperium Osmańskim. Henryk Sienkiewicz w Trylogii używał formy Jahorlik.
W 1988 roku powołano w ujściowym odcinku rzeki naukowy rezerwat przyrody „Iagorlîc”, który zajmuje 863 ha, w tym 223 ha wód.
Na terytorium nieuznawanej na arenie międzynarodowej Republiki Naddniestrzańskiej znajduje się wieś Iagorlîc.